# Elaphria medioclara
Elaphria medioclara là một loài bướm đêm trong họ Noctuidae.